# Hylonomoipos brookensis
Hylonomoipos brookensis är en klomaskart som beskrevs av Reid 1996. Hylonomoipos brookensis ingår i släktet Hylonomoipos och familjen Peripatopsidae. Inga underarter finns listade i Catalogue of Life.